# Kanadyjska Karta Praw i Swobód
Kanadyjska Karta Praw i Swobód (ang. Canadian Charter of Rights and Freedoms, fr. Charte canadienne des droits et libertés) – część Konstytucji Kanady określająca prawa i swobody obywatelskie. Karta Praw odnosi się do stosunków pomiędzy obywatelem a rządami federalnymi i prowincjonalnymi, lecz nie dotyczy stosunków pomiędzy innymi instytucjami a obywatelami i pomiędzy samymi obywatelami. Stosunki te są regulowane przez inne akty prawne.

## Prawa i swobody
Podzielone są na kilka grup:
- Podstawowe swobody:
  - wolność religii i sumienia
  - wolność słowa, przekonań, wyrażania opinii, włączając w to wolność prasy i innych mediów komunikacji masowej.
  - wolność zgromadzeń
  - wolność zrzeszania się
- Swobody demokratyczne
  - czynne prawa wyborcze dla wszystkich obywateli Kanady
  - ograniczenie kadencji jakiegokolwiek obieralnego zgromadzenia ustawodawczego do najwyżej pięciu lat (w czasie wojny kadencja może być przedłużona)
  - Każde zgromadzenie ustawodawcze powinno się zbierać nie rzadziej niż raz na rok.
- Prawo do przemieszczania się
  - Każdy obywatel Kanady ma prawo wjazdu i zamieszkania w Kanadzie
  - Każdy rezydent Kanady ma prawo wyboru miejsca zamieszkania, pracy i działalności gospodarczej w każdej części Kanady.
- Ochrona prawna przed niesłusznym aresztowaniem lub zatrzymaniem, oraz prawo do sprawiedliwego procesu w wyniku popełnienia przestępstwa.
- Równości wobec prawa
- Oficjalnymi językami Kanady są angielski i francuski, a w związku z tym każda osoba ma prawo używania jednego z tych języków w jakichkolwiek sytuacjach politycznych, prawnych lub gospodarczych.
- Języki mniejszości społecznych
  - Każda z mniejszości ma prawo do kultywowania swego języka.
  - Wszystkim zapewnione jest prawo oraz techniczne możliwości nauczania języka swej mniejszości.
- egzekucja prawa
  - Każdy, któremu ograniczone są lub zabierane jakiekolwiek prawa zawarte w Karcie ma prawo odwołać się do odpowiedniego sądu.
- Karta gwarantuje także
  - prawa Indian
  - multikulturalność Kanady
  - równouprawnienie płci